# 尹吉儿察
尹吉儿察（？—1426年），明朝初年，吐鲁番首领。永樂二十年（1422年），尹吉儿察与哈密国一起向明朝贡马1300匹，被明成祖赐赉有加。不久，尹吉儿察为东察合台汗国歪思汗驱逐，尹吉儿察逃到京师。明成祖怜悯他，命他为都督佥事，把他遣还故土。尹吉儿察感谢中国之德，洪熙元年（1425年），亲自率部落来朝。宣德元年（1426年），也是如此。明宣宗非常厚待，回国之后病卒。